# Ocnus pygmaeus
Ocnus pygmaeus är en sjögurkeart. Ocnus pygmaeus ingår i släktet Ocnus och familjen korvsjögurkor. Inga underarter finns listade i Catalogue of Life.